# And I Am Telling You I'm Not Going
"And, I Am Telling You I'm Not Going" é uma canção do musical da Broadway Dreamgirls, com letra de Tom Eyen e música de Henry Krieger. No contexto do musical, "And I Am Telling You I'm Not Going" é cantada pela personagem Effie White, uma cantora com o grupo feminino The Dreams, o seu gerente, Curtis Taylor Jr., cuja relação romântica e profissional com Effie está terminando rapidamente. A letra de "And, I Am Telling You I'm Not Going", muitas vezes considerada a música do show, descreve o amor de Effie por Curtis, ambos fortemente dedicados e desafiadores. Ela se recusa que Curtis a deixe para trás, e ousadamente proclama-lhe: "I'm staying and you … you're gonna love me."
Além de sua presença no musical: "And, I Am Telling You I'm Not Going", também é notável por ser o primeiro single de duas mulheres que interpretaram Effie. Jennifer Holliday originou o papel na Broadway em 1981 e ganhou um prémio Tony por seu desempenho. Em 1982, Holliday gravou uma versão R&B número um hit de "And, I Am Telling You I'm Not Going". Jennifer Hudson retratou Effie na adaptação cinematográfica de "Dreamgirls" em 2006, ganhando um Oscar pelo papel. A versão de Hudson tornou-se um Top 20 R&B, e um número de dança hit.

## Versão de Jennifer Holliday
Em 1982, Jennifer Holliday, a actriz que interpretou Effie no original da Broadway, lançou a canção como um single. Foi seu primeiro single e encontrou-se com grande sucesso, superando a Billboard R&B e alcançar cargos na Billboard Hot 100 e UK Singles Chart. Em 1983, Holliday ganhou o Grammy de Melhor Performance Vocal Feminina de R&B, para o single.

### Remix de Rosabel
Em 2001, Rosabel remixou a canção e lançou a sua versão (creditado como Rosabel com Jennifer Holliday) como um single. Fez bem na Billboard Hot Dance Club Play, chegando a número seis. Em 2007, reapareceu no mesmo gráfico, com adicionais, remixes promocionais somente por Jody Den Broeder, e alcançou o número 10 (desta vez creditado a Jennifer Holliday com Rosabel). Coincidentemente, o remix de 2007 foi subindo a parada de dance E.U. ao mesmo tempo, como a versão de Jennifer Hudson com ambas as canções que figuram no top ten simultaneamente em Fevereiro de 2007.

## Versão de Jennifer Hudson
"And, I Am Telling You I'm Not Going" foi gravada em 2006 pela ex-concorrente do American Idol, Jennifer Hudson, que interpretou Effie White na adaptação da DreamWorks/Paramount de "Dreamgirls". Sua gravação da música, a trilha sonora do filme Dreamgirls, chegou ao número 60 na Billboard Hot 100, e 14 no gráfico de R&B. Hudson ganhou o Oscar de 2006 de Melhor Actriz Secundária por sua actuação em Dreamgirls, ela agradeceu Holliday, em seu discurso de aceitação. A canção pode ser ouvida em seu primeiro álbum, Jennifer Hudson (2008).
A versão de Hudson foi bem recebido pela crítica, recebendo comentários pendentes do filme e vários críticos de música, que destacaram a sua força tanto como vocalista e actriz. O New York Observer descreveu a performance de Hudson como "cinco molto melífluo, vibrato minutos ...." A Newsweek disse que, quando os espectadores ouvem Hudson cantar a canção, ela "vai aumentar arrepiando toda a terra." A Variety escreveu que a performance de Hudson "chama a atenção para estreia como Barbra Streisand em Funny Girl ou Bette Midler em The Rose, com uma voz como a jovem Aretha".

### Dance Remix
Um club remix foi criado para este single, projectado por Richie Jones e Eric Kupper, e aparece como faixa bónus no "Deluxe Edition" do álbum da trilha sonora Dreamgirls. Esta versão de Hudson de "And I Am Telling You" foi um sucesso nas paradas, atingindo o topo da Billboard Hot Dance Club Play no início de 2007. A edição abreviada do remix completa apareceu em um CD promocional da Columbia Records somente que acompanha o remix de Jones & Kupper de uma música de Dreamgirls, a entrega de Beyoncé Knowles/Anika Noni Rose/Sharon Leal/Tiffany Hudson de "One Night Only". Também foram incluídos os remixes dos singles de Beyoncé "Déjà Vu" e "Ring the Alarm". 

## Outras performances
| Ano  | Pessoa                        | Notas |
| ---- | ----------------------------- | --- |
| 1989 | Regine Velasquez              | Regine Velasquez foi escolhida como a representante oficial das Filipinas para enfrentar em 1989 o Asia-Pacific Singing Contest realizado em Hong Kong com "You'll Never Walk Alone" de Carousel e "I Am Telling You I'm Not Going" de Dreamgirls. Ela foi coroada campeã da competição do canto mais prestigiados da Ásia. Sua vitória lhe rendeu o status de celebridade em toda a Ásia. Desde então, ela foi saudada como Songbird Ásia no Carnegie Hall, Nova York, com 21 anos. |
| 1992 | Siobhan Fallon Hogan          | Siobhan Fallon Hogan realizou um trecho da canção como parte de um skecth de Saturday Night Live de 1992, Chris Rock's White Person's Guide To Surviving The Apollo, sob aplausos da platéia barulhenta. A escolha original de sua personagem de "Don't It Make My Brown Eyes Blue" a levou a ser vaiada e apedrejada com vários itens. |
| 1994 | Donna Giles                   | Em 1994, Donna Giles marcou pequeno hit no Reino Unido e nos E.U.A com sua interpretação da canção. A pista permaneceu no Reino Unido durante 1995, provocando uma onda de relançamentos e remixes, incluindo Stonebridge, culminando em um grande lançamento em Ore Records em 1996. |
| 1994 | Whitney Houston               | Whitney Houston realizou esta canção em 1994 nos American Music Awards. |
| 1995 | Will Smith                    | Will Smith sincronizou labiamente para a versão de Jennifer Hollidayde "And, I Am Telling You" em um episódio da sitcom The Fresh Prince of Bel-Air. Jennifer Hudson diz que este era o lugar onde ela descobriu a primeira canção. |
| 2002 | Bonnie Tyler                  | Bonnie Tyler regravou para o seu disco, juntamente com a Orquestra Filarmônica de Praga, Heart Strings, de covers de clássicos da música americana. |
| 2006 | Tichina Arnold                | Tichina Arnold fez um cover da música, mas de forma amadora, na série Todo Mundo Odeia o Chris quando estava indo para a Broadway ver um show das Dreamgirls |
| 2010 | Amber Riley                   | Amber Riley interpretou a canção na série Glee |
| 2016 | Chi Chi DeVayne e Thorgy Thor | As Drag Queens Chi Chi DeVayne e Thorgy Thor performaram e dublaram a música na competição de lipsync do 7 episódio ("Shady Politics") da 8ª temporada do reality Ru Paul's Drag Race. |